# Абревиатури в българското образование
Следва списък на абревиатурите (съкращенията), използвани в българското образование. Съкращенията в сиво са излезли от употреба.
| - АУ – Аграрен университет - БСУ – Бургаски свободен университет - ВИАС – Висш институт по архитектура и строителство, от 1992 г. – УАСГ - ВИИ – Висш икономически институт, сега УНСС - ВИТИЗ – Висш институт за театрално изкуство, сега НАТФИЗ - ВИХВП – Висш институт по хранително-вкусова промишленост, сега УХТ - ВМЕИ – Висш машинно-електротехнически институт, сега ТУ - ВСИ – Висш селскостопански институт, сега АУ - ВСУ – Висше строително училище „Любен Каравелов“ - ВТУ – Великотърновски университет „Св. св. Кирил и Методий“ - ВУЗ – висше учебно заведение - ГПЗЕ – Гимназия с преподаване на западни езици - ГПЧЕ – Гимназия с преподаване на чужди езици - ДИПКУ – Департамент за информация и повишаване квалификацията на учителите - ДИУУ – Департамент за информация и усъвършенстване на учители - ЕГ – Езикова гимназия - ЕСПУ – Единно средно политехническо училище - ЕПУ – Европейски политехнически университет - ЗВО – Закон за висшето образование - ЗННИ – Закон за насърчаване на научните изследвания - ЗНП – Закон за народната просвета - ЗПОО – Закон за професионалното образование и обучение - ЗПУО – Закон за предучилищното и училищното образование - ЗРАСРБ – Закон за развитието на академичния състав в Република България - ЗСООМУП – Закон за степента на образование, общообразователния минимум и учебния план - ЛТУ – Лесотехнически университет - МВБУ – Международно висше бизнес училище - МГУ – Минно-геоложки университет - МЕИ – Машинно-електротехнически институт, сега ТУ - София - МОН – Министерство на образованието и науката - МОМН – Министерство на образованието, младежта и науката, старо название на МОН - МУ – Медицински университет | - НАГ – Национална Априловска гимназия - НАТФИЗ – Национална академия за театрално и филмово изкуство - НБУ – Нов български университет - НВУ – Национален военен университет „Васил Левски“ - НГ – Национална гимназия - НГДЕК – Национална гимназия за древни езици и култури - НГПИ – Национална гимназия за приложни изкуства „Свети Лука“ - НЕИСПУО – Национална електронна информационна система за предучилищно и училищно образование - НПГ по КТС – Национална професионална гимназия по компютърни технологии и системи - НПМГ – Национална природо-математическа гимназия - НСА – Национална спортна академия - НТБГ – Национална търговско-банкова гимназия - НТГ – Национална търговска гимназия - НУИИ – Национално училище за изящни изкуства - НФСГ – Национална финансово-стопанска гимназия - ОУ – Основно училище - ПГ – Професионална гимназия - ПЕГ – Профилирана езикова гимназия - ПМГ – Природо-математическа гимназия - ПТГ – Професионална техническа гимназия - ПТУ – Професионално-техническо училище - ПУ – Пловдивски университет - СА – Стопанска академия - СБУ – Синдикат на българските учители - СМУ – Средно музикално училище - СОУ – Средно общообразователно училище - СПТУ – Средно професионално-техническо училище - СУ – Софийски университет - ТМЕ, ТМЕТ – Техникум по механоелектротехника - ТМТ – Техникум по механотехника - ТУ – Технически университет - ТУЕС – Технологично училище „Електронни системи“ - ТУС – Технически университет - София - УАСГ – Университет по архитектура, строителство и геодезия - УКТЦ – Учебен квалификационен технологичен център, сега НПГ по КТС - УНСС – Университет за национално и световно стопанство - УХТ – Университет по хранителни технологии - ХТИ – (Висш) химикотехнологичен институт, от 1995 г. – ХТМУ - ХТМУ – Химикотехнологичен и металургичен университет - ЦПЛР – Център за подкрепа за личностно развитие - ШУ – Шуменски университет |